# Катаріна Зринська
Графиня Ана Катаріна Зринська (хорв. Ana Katarina Zrinska, угор. Frangepán Anna Katalin; бл. 1625, Босильєво, Хорватія — 16 листопада 1673, Ґрац, Австрія) — представниця хорватського роду Франкопанів. Вона вийшла заміж за графа Петра Зринського з впливового хорватського роду Зринських в 1641 році і згодом увійшла в історію як Катаріна Зринська. У сучасній Хорватії вона шанується як меценат, письменниця і патріот. Вона померла в невідомості в монастирі в Граці після провалу змови Зринських-Франкопанів у 1671 році і наступної страти її чоловіка Петра Зринського.
Катаріна Зринська і змова були забуті до 1860-х років, коли хорватський політик Анте Старчевич почав кампанію з реабілітації родів Зринських та Франкопанів. Історія життя Катаріни та її трагічної загибелі стала широко відомою після публікації історичного роману Євгена Кумичича «Змова Зринських-Франкопана» (хорв. Urota Zrinsko-Frankopanska) у 1893 році. На початку XX століття, і особливо після Першої світової війни, стали виникати численні хорватські жіночі асоціації, що носили її ім'я.
У 1999 році Хорватський народний банк випустив в обіг срібну пам'ятну монету із зображенням Катаріни Зринської, в серії Знамениті хорватки (хорв. Znamenite Hrvatice), разом з монетами на честь дитячої письменниці Іванни Брлич-Мажуранич і художниці Слави Рашкай.

## Біографія
Катаріна народилася в Босильєво, неподалік від сучасного хорватського міста Карловаць, в родині Вуки Крсто Франкопан, представника знатного хорватського роду Франкопанів, і його другої дружини Уршули Інхофер. Вука Крсто був одним з воєначальників у Хорватському військовому кордоні. Зведеним братом Катаріни, від третього шлюбу Вуки Крсто, був Фран Крсто Франкопан, майбутній політик, громадський діяч і поет.
Катаріна отримала домашню освіту, вивчивши німецьку мову, яка була рідною для її матері, а також латину, угорську та італійську мови, якими вона згодом навчала. У 1641 році вона вийшла заміж за знатного хорватського дворянина Петра Зринського в Карловаці, який згодом унаслудував титул бана Хорватії після смерті свого брата Миколи Зринського в 1664 році. Після одруження подружжя більшу частину свого часу проводили в Озальському замку, родовій резиденції Зринських.
Треба зазначити, що Катаріна була дуже добре освічена й ерудована, багато в чому завдяки багатим приватним бібліотекам в обох будинках батька і чоловіка. В 1660 році вона написала молитовник під назвою Putni tovaruš, який був надрукований у 1661 році у Венеційській республіці, перш ніж був представлений як подарунок хорватському лексикографу XVII століття Івану Белостенецу (книга була пізніше перевидана в 1687 і 1715 роках в Любляні, а потім і в 2005 році в Чаковеці).

### Діти

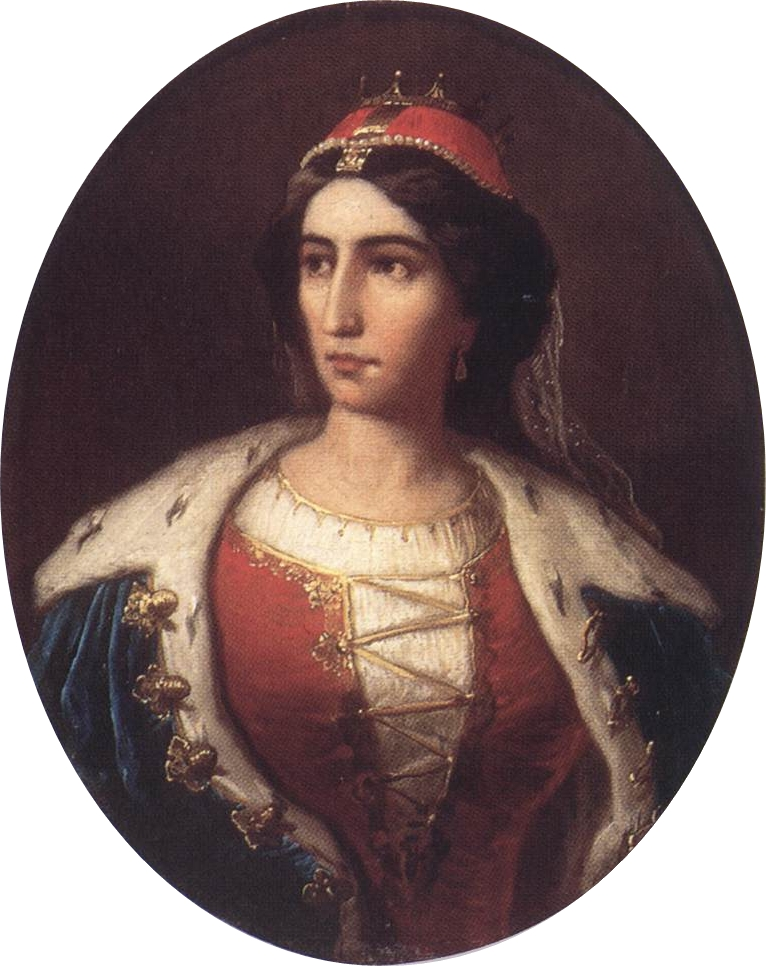
Портрет Єлени Зринської

У Катаріни і Петра було четверо дітей, народжених у період з 1643 по 1658 роки:
- Єлена (1643 — 18 лютого 1703). Відома як Єлена Зринська в Хорватії та Ілона Зріні в Угорщині, вона вийшла заміж за трансільванського князя Ференца I Ракоці в 1666 році. Після його смерті в 1676 році Єлена стала дружиною Імре Текелі, угорського політичного діяча, в 1682 році. Її сином від першого шлюбу був Ференц II Ракоці, керівник антигабсбурзької національно-визвольної війни угорського народу 1703—1711 років. Наприкінці свого життя вона провела 7 років, заточеною в монастирі урсулинок в Австрії, після чого була заслана до Туреччини в 1699 році, де вона і померла через 4 роки. В нинішній час Єлена Зринська шанується як національна героїня Угорщини і Хорватії.

- Юдіта Петронела (1652—1699). Провела велику частину свого життя в монастирях, померла будучи черницею в монастирі кларисинок в Загребі.

- Іван IV Антун Балтазар (26 серпня 1654 — 11 листопада 1703). Іван Антун Зринський був єдиним сином Катаріни. Після нетривалої військової кар'єри він був звинувачений австрійською владою у державній зраді і поміщений до в'язниці. Спочатку він утримувався в Раттенберзі (Тіроль), а потім перебував в ув'язненні у замку Шлоссберг (Грац), де і провів останні 20 років свого життя. Зрештою Іван Антун збожеволів і помер у 1703 році.

- Аврора Вероніка (1658 — 19 січня 1735). Наймолодша дитина пари й останній представник колись впливового роду Зринських. Після краху Зринських-Франкопана, вона пробула більшу частину свого життя черницею. Померла Аврора Вероніка в монастирі урсулинок в Клагенфурті.

### Змова Зринських-Франкопана
Після вкрай непопулярного Вашварского миру, підписаного у 1664 році австрійськими Габсбургами й Османською імперією, згідно з яким Австрія повертала туркам частину хорватських та угорських територій, захоплених у них під час австро-турецької війни 1663—1664 років, було організовано змову за участю хорватської та угорської знаті проти Габсбургів. Лідерами змовників були чоловік Катаріни Петро Зринський, її зведений брат Фран Крсто Франкопан і угорський граф Ференц Вешшеленьї. Змова не здобула необхідної підтримки, а в березні 1670 року всі троє його лідерів були кинуті до в'язниці. 30 квітня 1671 року Петро і Фран Крсто були страчені у Вінер-Нойштадті. Напередодні своєї страти Петро написав прощального листа дружині Катаріні, в якому просив прощення і благословення у Бога для своїх близьких.
Крах змови прийшов до фактичного знищення роду Зринських, а їхні володіння і майно або були конфісковані, або розграбовані. Катаріна була заарештована і ув'язнена в місті Брукк-ан-дер-Мур, а потім засуджена до ув'язнення віденським судом. Решту свого життя Катаріна провела в домініканському монастирі в Граці разом зі своєю дочкою Авророю Веронікою, де і померла 16 листопада 1673 року.

## Спадщина та визнання
Хорватський політик Анте Старчевич вважається першим, хто почав кампанію з політичної реабілітації керівників змови Зринських-Франкопана у своїй промові 26 липня 1861 року в хорватському парламенті. Його промова стимулювала відродження інтересу до цієї історії й особистостей Петра Зринськи та Франа Крсто Франкопана. Ці імена стали звучати публічно і використовувалися в закликах хорватських політиків до ще більшої хорватської незалежності від Австро-Угорщини. У 1880 році був навіть створений комітет для перенесення останків змовників з Вінер-Нойштадт до Хорватії. У 1893 році письменник і політик Євген Кумичич опублікував історичний роман під назвою «Змова Зринських-Франкопана» (хорв. Urota Zrinsko-Frankopanska), що сприяло подальшому зростанню слави цих героїв як хорватських патріотів і мучеників за свободу.
У підсумку останки змовників були передані в Хорватії в 1919 році і були зустрінуті натовпами людей в Загребі. До цього часу Катаріна Зринська також шанувалася як велика хорватська жінка минулого і символ патріотизму. У роки, що передували Першій світовій війні, по всій Хорватії і серед діаспор хорватів в інших країнах виникали жіночі товариства, що носили ім'я Катаріни Зринської. Найстарішою організацією була «Хорватська жінка» (хорв. Hrvatska žena), заснована в 1914 році в чилійському Пунта-Аренасе.
У 1919 році в Карловаці була утворена Katarina Zrinjska, перша така жіноча організація в Хорватії. До товариства входили жінки середнього класу і католицького віросповідання, метою яких було заохочення своїх членів, щоб вони були добрими католичками, чесними громадянам, зразковими матерями тощо. Досягалося це шляхом проведення пікніків, концертів, лекцій та інших подібних заходів.. Подібні товариства були активні до початку 1940-х років, поки не були розпущені в травні 1943 року указом маріонеткового уряду Незалежної держави Хорватія.
Після розпаду Югославії на початку 1990-х років ці жіночі організації почали відроджуватися.
Багато площ і вулиць у Хорватії носять ім'я Катаріни Зринської, включаючи і Площу Катаріни (хорв. Katarinin trg) в центральній частині Загреба.
У 1999 році Хорватський народний банк випустив в обіг срібну пам'ятну монету з Катаріною Зринськи в серії «Знамениті жінки Хорватії», номіналом у 200 кун.